# Imperiul Rus

Subdiviziunile Imperiului Rus în 1914